# Homosexualität im Kosovo

Geografische Lage des Kosovo

Homosexuelle Handlungen sind im Kosovo legal, bei einem einheitlichen Schutzalter von 16 Jahren. Zwar gibt es im Kosovo seit 2004 umfassende Antidiskriminierungsgesetze, dennoch wird Homosexualität im Kosovo gesellschaftlich überwiegend tabuisiert. Dafür sorgt der starke Einfluss der vorherrschenden abrahamitischen Religionen, zu denen neben dem sunnitischen Islam auch die serbisch-orthodoxe und die römisch-katholische Kirche gehören. Eine vollständige rechtliche Gleichstellung besteht nicht. 

## Rechtlicher Status homosexueller Handlungen in der Geschichte des Kosovo

### Kosovo als Teil des Osmanischen Reiches
Im Jahr 1858 legalisierten die im Osmanischen Reich einschließlich des Vilâyet Kosovo herrschenden muslimischen Osmanen gleichgeschlechtliche sexuelle Handlungen, die bis zu diesem Zeitpunkt strafbar waren.
→ Zur weiteren Entwicklung der Homosexualität im Osmanischen Reich siehe Homosexualität in der Türkei

### Kosovo als Teil des Königreichs Serbien
Gleichgeschlechtlicher Sexualverkehr blieb auch im Königreich Serbien einschließlich des Kosovo legal.

### Kosovo als Teil Jugoslawiens
Das Königreich Jugoslawien verbot 1929 den Analverkehr zwischen Männern als „Unzucht gegen die natürliche Ordnung“; die 1945 ausgerufene kommunistische Sozialistische Föderative Republik Jugoslawien behielt das Verbot vorerst bei. 
Das Kosovo war zu dieser Zeit eine autonome Provinz der Sozialistischen Republik Serbien innerhalb Jugoslawiens. Der regierende Bund der Kommunisten Jugoslawiens  reduzierte 1959 die Höchststrafe von zwei Jahren auf ein Jahr Freiheitsstrafe.
Zu Beginn der 1990er Jahre verlor die jugoslawische Gesetzgebung in Slowenien, Kroatien, Mazedonien (jeweils 1991) sowie Bosnien und Herzegowina (1992) durch die Unabhängigkeit der betreffenden Staaten ihre Gültigkeit.
→ Zur weiteren Entwicklung dort siehe Homosexualität in Slowenien, Kroatien, Nordmazedonien oder Bosnien und Herzegowina
Im Jahr 1994 wurde das Verbot des Geschlechtsverkehrs zwischen Männern im übrigen, nur noch aus Serbien und Montenegro bestehenden Jugoslawien aufgehoben.

### Kosovo als autonome Provinz Serbiens in Restjugoslawien
Bei der Legalität blieb es im Kosovo auch während der Jugoslawienkriege (1991–1999), in der durch den Zerfall des Gesamtstaates entstandenen Bundesrepublik Jugoslawien und im nachfolgenden Staatenbund Serbien und Montenegro, dem das Kosovo zunächst als autonome Provinz Kosovo und Metochien innerhalb Serbiens angehörte.
2004 wurde der Eintritt der Sexualmündigkeit in Serbien und Montenegro einheitlich mit 14 Jahren, unabhängig vom Geschlecht und der sexuellen Orientierung, festgesetzt.
→ Zur weiteren Entwicklung seit den Unabhängigkeitserklärungen Montenegros und Serbiens 2006 siehe Homosexualität in Montenegro oder in Serbien

### Kosovo als unabhängige Republik
In der 2008 durch eine Unabhängigkeitserklärung ausgerufenen Republik Kosovo, die sich in diesem Jahr von Serbien abspaltete, galten die 2004 beschlossenen Regelungen zur sexuellen Selbstbestimmung Homosexueller weiter. Zumindest de facto, aus Sicht des kosovarischen Parlaments auch de jure, verlor die serbische Gesetzgebung zu diesem Zeitpunkt aber ihre Gültigkeit im Kosovo.

## Situation in der Gegenwart
Die Regierung des Kosovo hat nach der völkerrechtlich umstrittenen, faktisch vollzogenen Unabhängigkeit von Serbien die LGBT-Gemeinschaft politisch unterstützt. Im späten Jahr 2013 wurde hierfür eine Koordinierungsgruppe der Regierung etabliert. Dies wurde von zahlreichen Politikern wie Hashim Thaçi, Isa Mustafa, Kadri Veseli, Petrit Selimi, Vlora Çitaku und Mimoza Kusari-Lila unterstützt.

### Anerkennung gleichgeschlechtlicher Beziehungen
Die Verfassung des Kosovo untersagt Diskriminierung aufgrund sexueller Orientierung und sagt aus, jeder „genieße das Recht zu heiraten und im Rahmen des Gesetzes eine Familie zu haben“. Im September 2014 erklärte der Präsident des kosovarischen Verfassungsgerichts, das Kosovo gestatte de jure die gleichgeschlechtliche Ehe. Aufgrund der gleichzeitigen Regierungskrise war diese allerdings 2014 de facto undurchführbar.

### Adoptionsrecht
Eine Adoption von Kindern durch homosexuelle Paare einschließlich der Stiefkindadoption ist im Kosovo derzeit nicht möglich, jedoch können unverheiratete Einzelpersonen unabhängig von der sexuellen Orientierung Kinder adoptieren.

### Schutz vor Diskriminierung
Artikel 24 der Verfassung des Kosovo untersagt die Diskriminierung von Menschen aus verschiedenen Gründen, darunter auch Homosexualität. Damit ist das Kosovo einer der wenigen europäischen Staaten, in denen der Schutz vor Diskriminierung wegen der sexuellen Orientierung Verfassungsrang genießt. Der Schutz vor Diskriminierung erstreckt sich unter anderem auf den Arbeitsmarkt, den Warenverkehr, das Dienstleistungsgewerbe, die soziale Sicherheit, die Bildung und den Anspruch auf Wohnraum. Das 2004 in Kraft getretene Antidiskriminierungsgesetz untersagt indirekte und direkte Diskriminierung durch Viktimisierung, Segregation oder Bedrohung.

### Homosexualität in der Kultur
Nach Angaben der Bürgerrechtsorganisation „Zentrum für soziale Emanzipation“ existierten mit Stand von 2007 im Kosovo keine eigenen Schwulenclubs. LGBT werde weitgehend verborgen praktiziert, bekennend homosexuelle Prominente gebe es nicht. Allerdings fand und findet eine breite öffentliche Diskussion über die Thematik statt.
Obwohl bis dahin keine größeren LGBT-Veranstaltungen im Kosovo durchgeführt worden waren, beteiligten sich am 17. Mai 2014 mehrere bekannte Politiker und der britische Botschafter Ian Cliff sowie Mitglieder der Homosexuellenorganisationen QESh und CEL an einer großen Demonstration gegen Homophobie in der Hauptstadt Pristina. Die Vertretung wurde von der Vertretung der Europäischen Union und der kosovarischen Regierung selbst ausdrücklich begrüßt. Das Regierungsgebäude wurde in dieser Nacht mit einer großen Regenbogenfahne geschmückt.

### Homosexualität, Religion und Politik
→ Zu den einzelnen im Kosovo vertretenen Religionen und deren Verhältnis zur Homosexualität siehe Homosexualität im Islam, Homosexualität und orthodoxe Kirchen oder Homosexualität und römisch-katholische Kirche.
Die mitgliederstärkste Religion im Kosovo ist der sunnitische Islam, gefolgt von der serbisch-orthodoxen und der römisch-katholischen Kirche als schwache Minderheiten; Atheisten sind kaum vorhanden. Alle drei Religionsgemeinschaften sehen praktizierte Homosexualität als Sünde an.
Artikel 8 der Verfassung definiert das Kosovo als säkulares Land mit Trennung zwischen Religion und Staat. Die größeren Parteien unterstützen die auch zivilrechtliche Gleichstellung homosexueller Menschen. Ferner sind verschiedene kleinere Parteien mit religiöser Programmatik im Grundsatz laizistisch eingestellt und/oder erfüllen die Sperrklauseln bei den Wahlen nicht. Für den relativ liberalen Umgang mit Homosexualität besteht somit eine stabile Mehrheit.
Gewaltsame Übergriffe der islamistischen Organisation Bashkohu auf Schwule im Kosovo sind bekannt. Die Polizei griff zum Schutz der Homosexuellen ein.
Am 10. Oktober 2017 fand die erste Pride Parade mit dem Motto In the Name of Love in der Hauptstadt Pristina statt. Das Grundgesetz des Kosovo schützt die Liebe, twitterte Präsident Hashim Thaçi nach der Parade. Am Rande der Pride-Parade gab es vereinzelte Proteste, die aber nicht zu Übergriffen führten, auch weil die Polizei die Demonstration koordinierte.

### Bürgerrechtsorganisationen für Homosexuelle
Gegenwärtig existieren drei größere lokale Gruppen im Kosovo: das Zentrum für Gleichheit und Freiheit, das Zentrum für die Entwicklung sozialer Gruppen und das Zentrum für soziale Emanzipation.